# Silver Cliff (Colorado)
Silver Cliff è un centro abitato (town) degli Stati Uniti d'America, situato nella contea di Custer dello Stato del Colorado. Nel censimento del 2000 la popolazione era di 512 abitanti.

## Geografia fisica
Secondo i rilevamenti dell'United States Census Bureau, Silver Cliff si estende su una superficie di 40,5 km².